# Ceratinopsis mbamensis
Ceratinopsis mbamensis là một loài nhện trong họ Linyphiidae.
Loài này thuộc chi Ceratinopsis. Ceratinopsis mbamensis được Robert Bosmans miêu tả năm 1988.